# Bart De Pauw
Bart De Pauw (Wachtebeke, 28 mei 1968) is een Belgisch televisiemaker die vooral bekend werd door de programma's Buiten De Zone, Schalkse Ruiters, Het Geslacht De Pauw, Willy's en Marjetten, De Mol, Quiz Me Quick en De Biker Boys. Hij treedt op als acteur en scenarist. Veel van zijn programma's zijn humoristisch van inslag. In 2021 werd De Pauw veroordeeld voor stalking.

## Carrière
De Pauws televisiecarrière begon in 1985 in het televisieprogramma Meester, hij begint weer! van Frank Dingenen, een humoristisch jongerenprogramma op de toenmalige BRTN waarvoor hij de rol van Bart speelde en meehielp als co-scenarist. Een paar jaar later - in de begindagen van VTM - was hij te zien in het achtergrondkoortje tijdens het nummer "Ambiance" door Frank Dingenen in een aflevering van Tien om te Zien. In 1990 speelde hij in de aflevering "Astronauto" van Postbus X de rol van Stanny.

### Buiten De Zone
De Pauws bekendheid nam toe dankzij Buiten De Zone waarin hij de rol van de sullige Raf Willems speelde en de scenario's verzorgde. Net als Meester was ook deze reeks een mengeling van humor in een realistische setting (in Meester een school, in Buiten De Zone het kantoor van de hulpdienst "De Jongerenfoon") en meer absurde sketches die in Buiten De Zone voortkwamen uit de dagdromen van de personages. Toen de eerste reeks in 1994 op tv liep was dat op een vrijdagavond na 10 uur; Het moment dat veel jongeren net uitgaan, aldus De Pauw zelf, en trok het programma slechts een handjevol kijkers. Toch ontstond er stilaan een cultus rond het programma, die nog groter werd toen in 1996 de tweede reeks werd uitgezonden.

### Schalkse Ruiters
Schalkse Ruiters, een programma dat in twee seizoenen van 1996 tot 1998 werd uitgezonden en dat De Pauw samen met Tom Lenaerts presenteerde, katapulteerde hen beiden na de eerste paar afleveringen tot nationale mediavedetten. Aanvankelijk keken enkel fans van Buiten De Zone naar de reeks, maar toen het tweetal voor een van hun reportages illegaal luchthaven Zaventem binnendrong, werd hun stunt en het programma een item in het journaal. Meteen lokte het programma de week erop massaal nieuwe kijkers en werd Schalkse Ruiters een hype.
Het is met een kijkcijferaantal van naar schatting 2 miljoen Vlamingen nog steeds een van de best bekeken Vlaamse programma's aller tijden. Het geheim van dit succes lag hem vooral in het wekelijkse raadsel welke van de drie reportages die ze toonden echt of vals was, wie de centrale gast zou zijn (bijna altijd een bekende Vlaming), welke fratsen ze die aflevering weer zouden uithalen en de interactie tussen Lenaerts' extra- en De Pauws introverte imago. De onvoorspelbaarheid, spanning en humor zorgden voor veel onvergetelijke momenten, niet het minst door De Pauws vertolking van een eenzame bewoner uit de Koekoekstraat, nr. 70 in Melle, die altijd op tv wilde komen om aantrekkelijke vrouwen naar zijn huis te lokken. Deze man van Melle dook wekelijks op en werd De Pauws bekendste typetje.

### NaSchalkse Ruiters
Nadien duurde het een poosje voor De Pauw en Lenaerts weer een nieuw programma zouden maken. Aan het kijkcijferkanon De Mol (1999-2000-2003 en in 2016) werkten ze enkel achter de schermen mee.
De Pauws eigen programma's uit deze periode trokken nog wel kijkers, maar waren minder populair in vergelijking met zijn vorige successen. De Quizmaster (2000), zowel een parodie op, als een echte quiz werd minder goed onthaald door televisiekijkend Vlaanderen.
Mannen op de Rand van een Zenuwinzinking (2001), dat hij opnieuw met Lenaerts presenteerde en net als Schalkse Ruiters op zondagavond werd uitgezonden haalde opnieuw hoge kijkcijfers, maar niet meer zo indrukwekkend als ten tijde van Schalkse Ruiters. Het programma ging op zoek naar manieren waarop mannen thans nog vrouwen kunnen behagen of versieren, maar naarmate de reeks vorderde leken zowel Lenaerts als De Pauw niet meer echt te weten waar ze met dit concept heen wilden en verviel het programma voor een grote groep mensen te veel in sketches, die hoewel amusant, weinig nog met het thema van het programma te maken hadden. Anderen vonden de toon van de show dan weer iets te seksistisch.
De Blijde Boodschap (2002) waarin De Pauw grappige reclamespots toonde en deze van leuke bindcommentaar voorzag, was eveneens geen kijkcijferkanon.

### Het Geslacht De Pauw
In 2004 ging De Pauw een nieuwe richting op. Het Geslacht De Pauw (2004-2005), een tragikomische satire op realitytelevisiereeksen als The Osbournes en De Pfaffs, toonde zogenaamd zijn familie en privéleven voor het oog van de camera. Alles was pure fictie. De Pauw bracht zichzelf in beeld als een op roem beluste, verwaande ijdeltuit. Veel mensen associeerden hem daarop toch met zijn personage en De Pauw kon als dusdanig op minder bijval rekenen. Het programma was zowel een kritisch als publiek succes. Er werden twee seizoenen van gemaakt.

### Willy's en Marjetten
Na Het Geslacht De Pauw werkte De Pauw samen met de comedygroep Neveneffecten aan het humoristische programma Willy's en Marjetten dat vanaf 15 oktober 2006 elke zondag te zien was op één.
Hoewel Willy's en Marjetten aanvankelijk een nieuw kijkcijfersucces leek te worden, bleek het door de absurde humor eerder een cultreeks dan iets wat aansloeg bij het grote publiek. Na vier weken uitzending haalde het programma op 12 november 2006, in volle primetime nog amper 660.000 kijkers. Een week later was dit zelfs geslonken tot 608.000 kijkers (Het programma dat vlak na deze show werd uitgezonden, Witse, haalde een monsterscore van 1.514.096 kijkers). De kritiek op het programma nam toe en uiteindelijk werd Willy's en Marjetten door de herstructurering bij de VRT vroegtijdig afgevoerd, waardoor enkele afleveringen niet werden uitgezonden.

### Overige programma's
In het najaar van 2007 zat De Pauw in de jury van het tweede seizoen van Steracteur Sterartiest. Hij was ook al meerdere keren te gast in De Pappenheimers. Begin 2008 was hij jurylid van de tweede reeks van Comedy Casino Cup. Hij was ook te zien in de 5de aflevering van het tweede seizoen van de serie Neveneffecten, waarin hij de moeder van Jonas Geirnaert speelde.

### Loft
In oktober 2008 kwam de film Loft uit, waarvoor De Pauw het scenario schreef. De film is geregisseerd door Erik Van Looy. Loft werd de succesvolste Vlaamse bioscoopfilm ooit en stootte daarmee Koko Flanel van de troon.

### Weg bij Woestijnvis
In 2008 verliet De Pauw na een periode van 11 jaar productiehuis Woestijnvis. Hij "miste er de sfeer van de vroege dagen", zo liet hij optekenen in De Morgen. Hij richtte in december 2008, samen met Helen Perquy, een nieuw productiehuis op, de bvba Koeken Troef. De eerste realisatie daarvan was het familieprogramma De Kinderpuzzel, dat vanaf 21 februari 2010 op de VRT werd uitgezonden. Deze eerste productie werd geen groot kijkcijfersucces voor een zondagavond. Ook de meningen over de reeks waren verdeeld. Er werd geen tweede reeks gemaakt. Hij was ook een oplichter in het nieuwe VT4-programma van Tom Waes, De Oplichters.
Verder volgde in 2011 het spelprogramma De Kazakkendraaiers vanaf februari 2011. Ook deze reeks werd niet erg positief onthaald en de kijkcijfers bleven relatief laag. Vanaf oktober 2011 startten de opnames van de tragikomische fictiereeks Quiz Me Quick, geschreven door De Pauw en geregisseerd door Jan Matthys. Deze reeks was in 2012 te zien op Eén, samen met de nieuwe quiz Twee tot de zesde macht, gepresenteerd door De Pauw. Deze programma's startten in oktober met een groot kijkcijfersucces en positieve reacties.
In 2013 nam hij samen met Tom Waes op de Azoren deel aan het derde seizoen Beste vrienden.

### Eén
In het najaar van 2014 was De Pauw samen met Jonas Van Geel en Ben Segers te zien in De Biker Boys, een parodie op een reisprogramma van 3 vrienden: Beire (De Pauw), Jocke (Van Geel) en Benji (Segers). Zij trokken in Europa rond op zoek naar de oorsprong van de Vespa.

### Telenet
In 2016 werd de tragikomische televisieserie It's showtime opgenomen door Koeken Troef. De serie werd in 2017 beschikbaar gesteld op Telenet Play More.

### Grensoverschrijdend gedrag
In november 2017 ontving de VRT meerdere klachten over grensoverschrijdend gedrag door De Pauw. Na onderzoek van de meldingen en wederhoor van De Pauw besloot de VRT in november 2017 de contracten met De Pauw te herzien waarbij hij niet meer in beeld of op de set van VRT-programma's kon komen. In het op dat moment op de VRT lopende tv-programma Twee tot de zesde macht werd hij als presentator vervangen door Jeroen Meus. De Pauw vocht met behulp van het communicatiebureau Whyte deze beslissingen aan in de pers, op de sociale media en in de rechtbank, maar wachtte de uitspraak niet af om zijn verantwoordelijkheden als zaakvoerder van productiehuis Koeken Troef door te geven aan zijn echtgenote Ines De Vos.
Op 8 september 2020 werd de zaak ingeleid door de raadkamer. Op 25 november 2021 werd De Pauw  door de correctionele rechtbank van Mechelen schuldig bevonden aan 5 gevallen van stalking en een geval van overlast door middel van elektronische communicatiemiddelen. Hij kreeg 6 maanden celstraf met uitstel.

### Na de VRT
Vanaf 2019 werden er nieuwe afleveringen van Twee tot de zesde macht uitgezonden op de VRT, maar dan met Jeroen Meus als presentator. De Pauw en zijn productiehuis gingen in zee met Katoen Natie-baas Fernand Huts en zijn Phoebus Foundation voor een project over Van den vos Reynaerde.
In 2020 volgde het sketchprogramma Influencers op VIER, waar De Pauw enkel achter de schermen aan meewerkte.
In februari 2023 ondernam hij een zelfmoordpoging, maar hij was buiten levensgevaar.
In mei 2023 richtte hij samen met zijn vrouw en een ander koppel het bedrijf TigerLily World of Wonders (T-WOW) op. Het bedrijf ontwikkelde een digitaal stadsspel dat via augmented reality bijzondere plekken van een stad laat zien. Het project werd in Lier gelanceerd.
In januari 2024 raakte bekend dat De Pauw een docusoap over ondernemer Fernand Huts maakte.
In december 2024 kondigde De Pauw een eigen theatervoorstelling aan voor het voorjaar van 2025. Het uur van de olifant gaat op 6 mei 2025 in de Stadsschouwburg Antwerpen in première.

## Trivia
- In 2003 nam De Pauw deel aan het eerste seizoen van De Slimste Mens ter Wereld. Bij zijn eerste deelname verloor hij de finale en moest hij bijgevolg de quiz verlaten.
- In 2014 nam hij opnieuw deel aan De Slimste Mens ter Wereld. Deze keer wist hij veel afleveringen te overleven en mocht hij zelfs de finale aflevering spelen. Deze verloor hij tegen Adil El Arbi.
- In 2005 eindigde hij op nr. 179 in de Vlaamse versie van De Grootste Belg, buiten de officiële nominatielijst.
- De Pauw is een groot liefhebber van filmmuziek. Hij gebruikte soundtracks als sfeermuziek bij alle programma's die hij maakte, waaronder Buiten de Zone, Schalkse Ruiters en ook De Mol.

## Discografie

### Singles
- Frank Dingenen & Zijn Vier Windpokken - Liever Armand Pien (1988, zang)[11]
- Frank Dingenen - Allez Maurice! (1988, backing vocals)[12]
- B-Boys - Ik weet wat ik wil (1997, met Tom Lenaerts)
- Bart De Pauw - Nodig (2004, zang)[13]

### Albums
- Frank Dingenen - Alle Kanten Uit! (1989, zang/backing vocals op 2 nummers)[14]